# Safia minax
Safia minax är en fjärilsart som beskrevs av Achille Guenée 1852. Safia minax ingår i släktet Safia och familjen nattflyn. Inga underarter finns listade.